# Big Brother (programa de televisió)
Big Brother (Gran Hermano) és un programa de telerealitat creat per John de Mol, emès per primera vegada als Països Baixos el 1999, i posteriorment distribuït internacionalment. Durant aproximadament tres mesos, al programa participen un grup de persones, generalment unes 14, i conviuen en una casa, totalment aïllades i amb càmeres vigilant les 24 hores del dia.
Per a cada concursant l'objectiu del programa consisteix en anar superant una sèrie d'expulsions, les resultants dels vots expressats periòdicament per l'audiència. D'aquesta manera, a mesura que els concursants van sent expulsats un a un, a la fi només queda un guanyador o guanyadora. El nom del programa fa referència a la novel·la que George Orwell va publicar el 1949, 1984, en què el "Gran Germà" és el líder que tot ho veu en la distòpica Oceania.